# 福山功起
福山 功起（ふくやま こうき、1969年 - ）は日本の映画監督・CMディレクター。株式会社Jill Motion代表取締役。

## 来歴
東京都出身。元調理師、元プロキックボクサーという経歴を持つ。
2007年に「映像制作Jill Motion」を立ち上げた。
2008年以降、国内各地の映画祭にノミネート、グランプリを始めとする各賞の受賞を重ねる。
3年連続で入選、受賞したひめじ国際短編映画祭2012では監督特集が組まれた。
2013年、オムニバス映画『埼玉家族』の一編(「ハカバノート」・エンディングも担当)で商業映画デビューを果たした。
この他、埼玉県、東京都、京都府の自治体シティプロモーション動画も多く手がけ、バーガーキング・ジャパンをはじめGROOVE X（LOVOT）、さくら薬局、ビアードパパなど多数の企業CMも監督している。
西東京市民映画祭、福井駅前短編映画祭など映画祭の最終審査員もしている。

## 作品

### 映画
- 『アタシヲ産んだアイツ』（2008年）
- 『面道』（2008年）
- 『しあわせならたいどでしめそうよ』（2009年）
- 『おうちへかえろう』（2010年）
- 『わらわれもしない』（2012年）出演：渋谷樹生、美元、ちばぎん、夏目ナナ　他
- 『みやづのうた 〜ロックン股のぞき〜』（2012年・丹後映像フェスティバル第2回スカラシップ作品）
- 『埼玉家族』 「ハカバノート」出演：森田涼花、美山加恋／「エンディング」出演：鶴見辰吾、伊藤かずえ、大野拓朗、森田涼花(2013年・松竹メディア事業部)
- 『一葉の桐』（2014年・コバトンTHEムービー）
- 『夜だから Night,Because』（2014年・キャンター）出演：波岡一喜、千葉美裸、小宮一葉　他
- 『鉄の子』（2016年・KADOKAWA）出演：田畑智子、佐藤大志、舞優、裵 ジョンミョン、スギちゃん、神戸悟　他
- 『蓮田の田んぼで踊りましょう』（2016年・蓮田市映画製作実行委員会）出演：那海、加藤一華　、村野武範　他
- 『風のように』（2016年7月9日、エクラアニマル） - 演出協力　原作：ちばてつや　出演：野沢雅子、小峰みなみ、柳沢三千代　他
- 『フラクタル,Blue』（2016年・アリスプロジェクト）出演：立花あんな（仮面女子）、佐野和真、でんでん、桜のどか（仮面女子）、神谷えりな（仮面女子）、楠木まゆ（仮面女子）　他
- 『立川メリミー』（2016年公開予定・公益社団法人立川青年会議所）出演：窪田美沙（仮面女子）、志茂田景樹、竹中凌平
- 『いま、出ました！』（2018年・アリスプロジェクト）出演：つぶやきシロー、温水洋一、スリジエ、鈴木身来　他
- 『星に願いを　〜じいじの夢はトラックドライバー〜』（2018年・埼玉県トラック協会）出演：原田大二郎、湯原昌幸　他
- 『キミとボクの家』（2018年・山石ピクチャーズ）出演：川上麻衣子、山本俊之、林穂乃花　他
- 『劇団かぞく』（2019年・はすだFutureプロジェクト）製作総指揮　出演：山口眞司、桜木梨奈　他

### テレビドラマ
- 山石短編ドラマ「ずっと一緒に…」全9話（2015年・BAN-BANテレビ）出演：堤裕子、山本俊之、ターザン山下、森本千鶴、梅谷陽子、若翔洋俊一、北原雅樹、嶋洋平　他

### WEBドラマ
- 連続舞台小説「DAB＋（ダブプラス）」全10話（2015年・池袋チャリンコ倶楽部）出演：塩澤英真、山上愛、末野卓磨、みひろ、ジョイマン、マントル一平（地球）　他

### 舞台
- ステテコ隊エンターテインメントショー第一弾「幸子　〜いつもありがとう〜」 - 演出　出演：ステテコ隊、お嬢、ヒロ、北原雅樹、YENA☆、田村美香、杉本百合　他

### CM
- バーガーキング・ジャパン（2015、2016年）
- イトーヨーカドー 恋浴衣（2016年）
- GROOVE X（2018年）